# Ксенофонтов, Александр Сергеевич (военачальник)
Александр Сергеевич Ксенофонтов (29 августа 1894 года, Санкт-Петербург — 23 августа 1966 года, Москва) — советский военачальник, генерал-лейтенант (14.11.1943). Герой Советского Союза (19.04.1945).

## Начальная биография
Александр Сергеевич Ксенофонтов родился 29 августа 1894 года в Санкт-Петербурге в семье служащего.
Окончив двухклассное училище в 1909 году, Ксенофонтов работал обойщиком-драпировщиком на мебельной мануфактуре.

## Участие в Первой мировой войне
В 1913 году был призван в Русскую императорскую армию, после чего окончил полковую школу младших офицеров. С февраля 1915 по октябрь 1917 года Александр Ксенофонтов принимал участие в боях на фронтах Первой мировой войны в должности командира взвода в звании унтер-офицера. Принимал участие в Брусиловском прорыве в Галиции.
После Февральской революции, когда русская армия начала разваливаться и большевики начали создавать свои части, унтер-офицер Александр Ксенофонтов, находившийся в то время в Киеве, стал членом Красногвардейского отряда Киева.
Участвовал с своим отрядом в Октябрьской революции, а с 1917 по 1918 годы — в боях против войск атамана Духонина и в подавлении контрреволюции в Бахмаче и Конотопе.
Летом 1918 года, находясь в городе Вятка, Ксенофонтов стал агентом 1-й категории военизированной охраны учреждений Советской власти. Впоследствии Вятку и Пермь, находившиеся под властью Советов, пришлось оставить под натиском белогвардейских частей, перешедших в наступление.
В мае 1919 года Александр Ксенофонтов был принят в Красную Армию и в РКП(б), через месяц окончил 32-е Симбирские пехотные курсы и был сразу же назначен командиром стрелковой роты в 1-м Симбирском стрелковом полку. Рота 1-го Симбирского, а затем рота Особого Симбирского стрелковых полков под командованием Александра Ксенофонтова принимали участие в боях против войск адмирала Колчака. Ксенофонтов участвовал в боях за Тобольск, Ишим, Омск, Красноярск и Иркутск.

## Межвоенный период
С июля 1921 по август 1923 года являлся слушателем Казанской высшей военной объединённой школы.
С 1923 по 1929 годы служил помощником командира, а затем и командиром роты, командиром батальона в 7-й Казанской и Краснодарской пехотных школах, командиром 508-го чрезвычайного отряда особого назначения (в этом качестве с августа по октябрь 1925 года принимал участие в подавлении восстания горцев в Чечне и Дагестане), помощником командира 39-го и 37-го стрелковых полков 13-й стрелковой дивизии.
В 1929 году окончил Стрелково-тактические курсы усовершенствования комсостава РККА «Выстрел» имени Коминтерна. С окончанием курсов до 1931 года служил помощником командира 221-го стрелкового полка 74-й стрелковой дивизии, а с апреля 1931 года командовал 82-м горнострелковым полком 28-й стрелковой дивизии Северо-Кавказского военного округа (в 1932 году участвовал в ликвидации восстания в районе Ведено).
С февраля 1934 года служил командиром 61-го стрелкового полка 21-й стрелковой дивизии в ОКДВА, с декабря 1936 — начальником штаба 66-й стрелковой дивизии там же, с июля 1937 — командиром 21-й стрелковой дивизии, с ноября 1937 — командиром 43-го стрелкового корпуса 1-й Дальневосточной армии. Под командованием Александра Ксенофонтова войска принимали участие в многочисленных боях против японских милитаристов на советско-маньчжурской границе, в том числе и у озера Хасан.
В 1941 году Ксенофонтов окончил курсы усовершенствования высшего начсостава при Академии Генерального штаба РККА и с 3 июня 1941 года командовал размещённым вдоль границы по рубежу реки Дубиса 22-м стрелковым корпусом (11-я армия, Прибалтийский Особый военный округ).

## Великая Отечественная война

### 1941 год
Утром 22 июня основные силы группы армий «Север» под командованием фельдмаршала фон Лееба, перейдя в наступление, нанесли мощный удар по позициям 22-го стрелкового корпуса. Удар группы армий «Север» был настолько сильным, что Александр Ксенофонтов сразу потерял связь с командующим 11-й армией генералом В. И. Морозовым, а корпус начал отступать, понеся потери, на Каунас и Вильнюс. В следующие дни плохо управляемые и организованные части 22-го стрелкового корпуса с боями стали отступать в Псковском направлении. К середине июля подразделения группы армий «Север» прорвались в районы городов Шимск и Луга.
Многие представители Ставки Верховного Главнокомандования считали, что Александр Ксенофонтов был виновен в неудачах первых недель войны корпуса. Это мнение имело бы печальные последствия, если бы не организация Ксенофонтовым обороны 22-го стрелкового корпуса на Лужском рубеже и проведение другими подразделениями 11-й армии контрнаступления с 14 по 18 июля из районов городов Уторгош и Дно на Сольцы, в результате которого немецкие войска были отброшены на 40 километров на запад. В результате этих действий наступление немецких войск было приостановлено вплоть до 10 августа.
В августе 1941 года Ксенофонтов был назначен заместителем командующего 11-й армией.
Когда 15 августа гитлеровцы взяли Новгород, Ксенофонтов организовал внезапный контрудар из района южнее Старой Руссы, и советские войска, продвинувшись на 60 километров, создали угрозу Новгородской группировке противника. В результате этих действий командование группы армий «Север» перебросило с Ленинградского направления дополнительные силы. В результате переброски немецких войск с этого направления было замедлено генеральное наступление войск группы армий «Север» на Ленинград.
13 сентября 1941 года Александр Ксенофонтов был тяжело ранен и эвакуирован в госпиталь.
После выписки из госпиталя в декабре 1941 года генерал-майор Ксенофонтов в декабре 1941  года был назначен заместителем командующего 3-й ударной армии, воевавшей на Северо-Западном фронте.

### 1942 год
Соединения 3-й ударной армии 9 января 1942 года из района севернее озера Селигер начали Торопецко-Холмскую наступательную операцию, в результате которой продвинулись почти на 200 километров на запад, выйдя на подступы к городам Холм и Великие Луки.
3 мая 1942 года Александр Ксенофонтов был назначен на должность командующего 53-й армией, воевавшей на Северо-Западном фронте. Вплоть до ноября 1942 года 53-я армия держала оборону восточнее Новгорода, тем самым обеспечивала войскам других армий фронта стабильный правый фланг для ведения боевых действий по ликвидации т. н. «Демянского котла».
Генерал-майор Ксенофонтов в ноябре 1942 года был переведён на Западный фронт. 14 ноября был назначен заместителем командующего 16-й армией, а уже 18 ноября — на ту же должность, но уже в 20-й армии.
С окончанием планирования операции «Марс», целью которой являлась ликвидация Ржевско-Вяземского выступа, 20-я армия получила задание атаковать город Сычёвка. 25 ноября советские войска после артиллерийской подготовки начали наступление на восточной, северной и западной сторонах Ржевского выступа, но из-за неточностей в задачах, поставленных Георгием Жуковым и Иваном Коневым, успех операции был невелик: 20-я армия лишь вытеснила немецкие части с передовой линии на глубину 10 км и ширину 3 — 4 км.
В ходе проведения операции все попытки Александра Ксенофонтова подчинить себе приданные армии кавалерийский и танковый корпуса ни к чему не привели.
Части 2-го гвардейского кавалерийского и 6-го танкового корпусов пытались прорвать немецкую оборону, что привело к большим потерям. Отдельные части 6-го танкового и 2-го гвардейского кавалерийского корпусов 27 ноября всё-таки прорвали оборону противника и пересекли железную дорогу Ржев — Сычёвка, но вскоре оказались в окружении.
В ночь на 30 ноября части 6-го танкового корпуса при поддержке сил с вазузского плацдарма атаковали немецкие войска и вырвались из окружения, но при этом потеряли почти все оставшиеся танки и большую часть личного состава. Кавалерийским частям, которым удалось взорвать участок железной дороги Вязьма — Ржев и железнодорожный мост, прорваться из окружения не получилось.
Для наведения порядка в войсках генерал-майор Ксенофонтов в декабре 1942 года был назначен командиром 8-го гвардейского стрелкового корпуса.

### 1943 год
8 марта войска под командованием Александра Ксенофонтова участвовали в освобождении Сычёвки.
В мае Ксенофонтов был назначен на пост заместителя командующего 16-й армией Западного фронта. В июле 1943 года армия была переименована в 11-ю гвардейскую, и в этом качестве 12 июля 1943 года армия начала наступление на Орловско-Курской дуге.
По приказу командующего армией генерал-полковника И. Х. Баграмяна генерал-майор Ксенофонтов принял командование 36-м гвардейским стрелковым корпусом, наступавший в направлении Болхов — река Вытебеть. За июль 1943 года корпусом были освобождены сотни населённых пунктов Калужской и Орловской областей.
36-й гвардейский корпус, выйдя на дорогу Болхов — Хотынец, 29 июля 1943 года помог овладению войскам 61-й армии городом Болхов. За успешное управление войсками при прорыве обороны противника на Курской дуге генерал-майор Ксенофонтов был награждён орденом Суворова 2-й степени.
В дальнейшем корпус под командованием Ксенофонтова участвовал в боях за освобождение Брянска. Форсировав реку Десна южнее Брянска, корпус атаковал немецкий гарнизон с юга. После освобождения города Александр Ксенофонтов был возвращён на должность заместителя командующего 11-й гвардейской армии.
В начале октября Брянский фронт был преобразован в Прибалтийский, на который по приказу Ставки была перебазирована 11-я гвардейская армия. Уже в конце октября Прибалтийский фронт был преобразован во 2-й Прибалтийский, в составе которого 11-я гвардейская армия вела бои в Невельской операции. Вскоре командующий 1-м Прибалтийским фронтом генерал армии Баграмян включил 11-ю гвардейскую армию в состав своего фронта, направив на Витебск, однако всю зиму 1943 — 1944 годов не удавалось взять город штурмом.

### 1944 год
Во время подготовки операции «Багратион» весной 1944 года Александр Ксенофонтов в качестве помощника командующего 1-м Прибалтийским фронтом по формированию занимался доставкой пополнения к стрелковым частям и модернизацией корпусов.
В марте 1944 года генерал-лейтенант Ксенофонтов был назначен на должность командира 2-го гвардейского стрелкового корпуса (6-я гвардейская армия 1-го Прибалтийского фронта), который входил в ударную группировку фронта и наступал на его острие.
Уже 26 июня корпус (9-я гвардейская стрелковая дивизия, 46-я гвардейская стрелковая дивизия и 166-я стрелковая дивизия), форсировав реку Западная Двина, овладел селом Бочейково Чашникского района, тем самым оказавшись в 70 километрах западнее города Витебск и перерезав дорогу Витебск — Лепель. Витебский гарнизон в этот же день капитулировал.
В ходе дальнейшего наступления 2-й гвардейский стрелковый корпус освободил посёлки Витебской области Ушачи, Плисса и Глубокое. 7 июля 1944 года освободив село Козяны, корпус вышел на границу с Игналинским районом Литовской ССР. С июля по август на территории Литовской ССР корпус Ксенофонтова освободил сотни населённых пунктов, в число которых входят города Утена, Купишкис, Биржай, вышел на реку Мемеле в районе городка Скайтскалне.
За умелое управление войсками в ходе Белорусской операции генерал-лейтенант Ксенофонтов был награждён орденом Красного Знамени.
В августе 1944 года гитлеровское командование, собрав крупную группировку танковых и моторизованных соединений, обрушило их на войска 1-го Прибалтийского фронта. В тяжёлое положение попал 54-й стрелковый корпус (126-я стрелковая дивизия, 263-я стрелковая дивизия, 346-я стрелковая дивизия) в районе города Куршенай, который, несмотря на героическую оборону, пришлось оставить и отойти в направлении Шяуляя. 20 августа 1944 года на должность командира 54-го стрелкового корпуса 2-й гвардейской армии был назначен генерал-лейтенант Ксенофонтов. В районе города Шяуляй Александр Ксенофонтов организовал крепкую оборону, при этом сосредоточив в этом районе большую часть артиллерии корпуса. В боях под Шяуляем советской артиллерией и пехотой было уничтожено около 110 вражеских танков, в результате чего немецкая ударная группировка была практически уничтожена.
После оборонительных боёв под Шяуляем 54-й стрелковый корпус сам перешёл в наступление в направлении Шяуляй — Кельме — Пагегяй. В результате наступления в октябре 1944 года корпус вышел на границу с Восточной Пруссией и взял несколько прусских населённых пунктов, но продолжить дальше наступление не смог из-за очень хорошей организации обороны на подступах к реке Неман и городу Тильзит. В ноябре 1944 года во время подготовки наступления в Восточной Пруссии 54-й стрелковый корпус под командованием генерал-лейтенанта Ксенофонтова был передан в состав 43-й армии, которой командовал генерал-лейтенант А. П. Белобородов, до войны командовавший дивизией в Приморье в корпусе Александра Ксенофонтова.

### 1945 год
С началом Инстербургско-Кёнигсбергской операции стрелковые корпуса, воспользовавшись разобщённостью действий немецких гарнизонов в Тильзите и Инстербурге, начали бои за овладение этими городами. 54-й стрелковый корпус под командованием Александра Ксенофонтова, форсировав Неман, взял Тильзит. В это время другая часть подразделений корпуса генерал-лейтенанта Ксенофонтова овладела городом Рагнит. Продолжив наступление, 29 января 1945 года 54-й стрелковый корпус овладел городом Лабиау, выйдя на берег Куршского залива Балтийского моря. За 11 дней этой операции советскими войсками было захвачено около 1600 пленных, 800 орудий, 4 миномётные батареи и другая боевая техника и оружие.
54-й стрелковый корпус под командованием Ксенофонтова с 19 по 29 января 1945 года в ходе наступления на территории Восточной Пруссии освободил до 800 населённых пунктов, в том числе и город Тильзит.
С 6 по 13 апреля, действуя на направлении главного удара армии, 54-й стрелковый корпус отличился при штурме Кёнигсберга и Земландского полуострова. В результате боёв за Кёнигсберг, проходивших с 6 по 9 апреля, гитлеровцы потеряли убитыми около 9000 солдат, было захвачено пленных 19654 человека, 179 орудий, 10000 винтовок и автоматов, 1133 автомашины, 1850 вагонов и многие другие военные трофеи.
В ходе штурма города Фишхаузен, проходившего с 13 по 17 апреля, в плен сдалось около 12000 солдат и офицеров противника
Указом Президиума Верховного Совета СССР от 19 апреля 1945 года за образцовое выполнение боевых заданий командования на фронте борьбы с немецко-фашистскими захватчиками и проявленные при этом мужество и героизм генерал-лейтенанту Александру Сергеевичу Ксенофонтову было присвоено звание Героя Советского Союза с вручением ордена Ленина и медали «Золотая Звезда» (№ 6260).

#### Советско-японская война
В июне 1945 года Ксенофонтов был направлен в распоряжение Приморской группы войск, где был назначен заместителем командующего 1-й Краснознамённой армии 1-го Дальневосточного фронта.
Успешная ликвидация японских погранзастав в ночь на 9 августа позволила генерал-лейтенанту Александру Ксенофонтову и командующему 1-й Краснознамённой армии Белобородову успешно ввести в бой четыре передовых отряда армии на 60-километровом фронте в районе озера Ханка и Приханкайской низменности.
В августе 1945 года армия прорвала Мишаньский укреплённый район, который совершенствовался японцами с 1929 года, и, развив наступление, участвовала в боях за Муданьцзян. Успехи Дальневосточных и Забайкальских армий заставили японское правительство и командование Квантунской армии капитулировать.
Генерал-лейтенант Ксенофонтов закончил войну в Порт-Артуре. За успешное управление войсками в войне с Японией был награждён орденом Кутузова 1-й степени.

## Послевоенная карьера
С сентября 1945 года Александр Ксенофонтов командовал 87-м стрелковым корпусом на Дальнем Востоке. С июня 1948 года — помощник по строевой части командующего войсками Уральского военного округа.
В 1951 году окончил Высшие академические курсы при Высшей военной академии имени К. Е. Ворошилова. После окончания курсов с февраля 1951 года служил заместителем командующего войсками Московского военного округа.
29 апреля 1953 года генерал-лейтенант Ксенофонтов уволен в отставку, после чего жил в Москве на набережной Горького и занимался общественной и воспитательной работой.
Александр Сергеевич Ксенофонтов умер 23 августа 1966 года. Был похоронен в Москве на Новодевичьем кладбище.

## Воинские звания
- Полковник (17.02.1936)
- Комбриг (17.02.1938);
- Комдив (29.02.1939);
- Генерал-майор (4.06.1940);
- Генерал-лейтенант (14.11.1943).

## Награды
- Медаль «Золотая Звезда» Героя Советского Союза (19.04.1945);
- два ордена Ленина (21.02.1945, 19.04.1945);
- четыре ордена Красного Знамени (22.02.1938, 22.07.1944, 3.11.1944, 24.06.1948);
- орден Кутузова 1-й степени (8.09.1945);
- орден Суворова 2-й степени (27.08.1943);
- медаль «За победу над Германией в Великой Отечественной войне 1941-1945 гг.»;
- медаль «За победу над Японией»;
- медаль «За взятие Кёнигсберга»;
- медаль «XX лет Рабоче-Крестьянской Красной Армии»;
- медаль «30 лет Советской Армии и Флота».

## Воспоминания современников
Наши с Александром Сергеевичем товарищеские отношения, установившиеся ещё в середине 30-х годов, не поколебали никакие должностные перемены. Простой, открытый человек, он одинаково ровно и по-товарищески вел себя и с подчиненными и с начальниками. Потому и настоящих друзей у него всегда было много, и я старался быть в их числе и перенять у моего старшего друга его человечность, строгость и справедливость.
— Дважды Герой Советского Союза генерал армии  А. П. Белобородов.  Прорыв на Харбин. — М.: Военное издательство Министерства обороны СССР, 1982. С. 41.